# Polycyrtus brevigenalis
Polycyrtus brevigenalis är en stekelart som beskrevs av Joseph Augustine Cushman 1931. Polycyrtus brevigenalis ingår i släktet Polycyrtus och familjen brokparasitsteklar. Inga underarter finns listade i Catalogue of Life.